# Bloco Nacionalista Galego
O Bloco Nacionalista Galego (BNG; em galego:  Bloque Nacionalista Galego) é uma organização política nacionalista galega. Define-se, do ponto de vista organizativo, como uma fronte de partidos e situa-se na esquerda do espectro político, sendo o principal partido esquerdista e nacionalista galego. O BNG tinha, em 2009, 9.000 militantes, e possui 590 concelheiros e 30 prefeitos em diversos concelhos da Galiza. Após as eleições ao Parlamento da Galiza de 2020, o BNG possui 19 parlamentares. Também chegou a ter um eurodeputado no Parlamento Europeu (Camilo Nogueira), e actualmente conta com um posto rotatório na Eurocâmara entre os seus sócios (a representante do BNG é Ana Miranda Paz).
A Porta-Voz Nacional é Ana Pontón, que desde fevereiro de 2016 substitui Xavier Vence.
O BNG conta com uma organização juvenil desde 1988, a Galiza Nova.

## Estrutura interna
O nascimento do BNG surge com a intenção de aglutinar, no seu interior, toda a ampla gama ideológica da esquerda nacionalista. Por esta razão, a sua organização é frentista. Dentro dele conviveram e convivem partidos nacionalistas de esquerda que têm as suas próprias assembleias e os seus próprios secretários gerais. Eis alguns deles:
- Colectivo Socialista
- Esquerda Nacionalista (saiu em 2012)
- Inzar (dissolvido em 2012)
- Máis Galiza (saiu em 2012)
- Encontro Irmandinho (saiu em 2012)
- Partido Nacionalista Galego-Partido Galeguista (saiu em 2012)
- Unidade Galega (a partir de 1994)
- União do Povo Galego

## História
Nos anos 1960 fundou-se a União do Povo Galego (UPG) e o Partido Socialista Galego (PSG), partidos nacionalistas de carácter comunista e socialista. No ano 1975 foi fundada a Assembleia Nacional-Popular Galega (AN-PG), frente impulsionada pela União do Povo Galego como plataforma de mobilização social e base para o futuro estabelecimento de uma candidatura eleitoral nacionalista.
Em outubro de 1981 celebrou-se a primeira convocatória para eleger o governo galego. Estas eleições foram vencidas pela Aliança Popular. Os partidos nacionalistas galegos tiveram um resultado discreto.
A 26 de setembro de 1982 tem lugar na Corunha a Assembleia fundadora do Bloco Nacionalista Galego que agrupava a AN-PG, a UPG, o PSG e outros colectivos independentes. Quase um ano depois, em 1983, o PSG abandona o BNG, juntamente com um grupo substancial de militantes do PSG. O PSG fundir-se-ia com a Esquerda Galega (EG).
Nas eleições autonómicas de 1985 o BNG só consegue um assento enquanto que a Colição Galega consegue 11, e o Partido Socialista Galego-Esquerda Galega ganha 3. As eleições são ganhas, de novo, pela Aliança Popular com o nome de Coligação Popular de Galícia.
En 1987 e 1988 diversos grupos independentistas unem-se ao BNG. O BNG tem que escolher a direcção política a tomar e escolhe o caminho moderado. O BNG, liderado por Beiras foge ao radicalismo para tentar ganhar mais votos. Na terceira assembleia, o Partido Comunista de Libertação Nacional (que logo se converte na FPG) abandona a coligação por apoiar a Herri Batasuna.
Nas eleições autonómicas de 1989 o BNG conseguiu 5 deputados e criou um grupo parlamentar próprio. O Partido Nacionalista Galego-Partido Galeguista (PNG-PG) e a Frente Popular Galega (FPG) não obtiveram qualquer assento parlamentar. O PSG-EG conseguiram dois.
Inzar, PNG-PG e Unidade Galega (antigo Partido Socialista Galego-Esquerda Galega) unem-se ao Bloco Nacionalista Galego, e nas eleições autonómicas de 1993 o BNG consegue eleger 13 deputados.
Nesta época o BNG vive a sua época mais dourada. Nas eleições gerais de 1996 o BNG elege dois deputados no Congresso dos Deputados de Espanha. Nas eleições autonómicas de 1997 é a segunda força política na Galiza diante do PSdeG-PSOE. Nas Eleições europeias de 1999 na Galiza obteve um eurodeputado. Nesse mesmo ano, uma corrente independentista e comunista organizada no partido Primeira Linha abandona a frente, devido ao que a sua direcção denomina "irrespirável clima de assédio" por parte do sector maioritário na cúpula do BNG, ligada à UPG.
Nas eleições autonómicas de 2001 o BNG e o PSdeG-PSOE empataram com 17 deputados. Na derradeira Assembleia Nacional houve uma mudança geracional no BNG, em que Anxo Quintana tornou Beiras como porta-voz nacional e candidato à presidência da Junta de Galiza.
Nas eleições gerais de 2004 na Galiza, o BNG começa uma crise pelo contínuo retrocesso de votos, já que só consegue 2 assentos no Congresso dos Deputados e nenhum no Senado.
A crise agrava-se com as eleições europeias de 2004, em que depois de apresentar-se em coligação de direita com o Partido Nacionalista Basco e CiU (GalEusCa), não consegue quaisquer eurodeputados.
Assim, em Julho de 2004, Anxo Quintana, estabelece mudanças na cúpula do partido.

## Evolução do voto

### Eleições nacionais

#### Resultados referentes à Galiza
| Data   | CI. | Votos   | %            | +/- | Deputados | +/-     | Status            |
| ------ | --- | ------- | ------------ | --- | --------- | ------- | ----------------- |
| 1982   | 4.º | 38 437  | 3,0 / 100,0  |     | 0 / 27    |         | Extra-parlamentar |
| 1986   | 6.º | 27 049  | 2,1 / 100,0  | 0,9 | 0 / 27    | Estável | Extra-parlamentar |
| 1989   | 4.º | 47 763  | 3,6 / 100,0  | 1,5 | 0 / 27    | Estável | Extra-parlamentar |
| 1993   | 3.º | 126 965 | 8,0 / 100,0  | 4,4 | 0 / 26    | Estável | Extra-parlamentar |
| 1996   | 3.º | 220 147 | 12,9 / 100,0 | 4,9 | 2 / 25    | 2       | Oposição          |
| 2000   | 3.º | 306 268 | 18,6 / 100,0 | 5,7 | 3 / 25    | 1       | Oposição          |
| 2004   | 3.º | 208 688 | 11,4 / 100,0 | 7,2 | 2 / 24    | 1       | Oposição          |
| 2008   | 3.º | 212 543 | 11,5 / 100,0 | 0,1 | 2 / 23    | Estável | Oposição          |
| 2011   | 3.º | 184 037 | 11,2 / 100,0 | 0,3 | 2 / 23    | Estável | Oposição          |
| 2015   | 5.º | 70 863  | 4,3 / 100,0  | 6,9 | 0 / 23    | 2       | Extra-parlamentar |
| 2016   | 5.º | 45 252  | 2,9 / 100,0  | 1,4 | 0 / 23    | Estável | Extra-parlamentar |
| 2019-A | 5.º | 93 810  | 5,7 / 100,0  | 2,8 | 0 / 23    | Estável | Extra-parlamentar |
| 2019-N | 4.º | 119 597 | 8,1 / 100,0  | 2,3 | 1 / 23    | 1       | Oposição          |

### Eleições regionais da Galiza
| Data | CI. | Votos   | %             | +/-  | Deputados | +/- | Status   |
| ---- | --- | ------- | ------------- | ---- | --------- | --- | -------- |
| 1985 | 5.º | 53 072  | 4,2 / 100,0   |      | 1 / 71    |     | Oposição |
| 1989 | 3.º | 105 703 | 8,0 / 100,0   | 3,8  | 5 / 75    | 4   | Oposição |
| 1993 | 3.º | 269 233 | 18,4 / 100,0  | 10,4 | 13 / 75   | 8   | Oposição |
| 1997 | 2.º | 395 435 | 24,8 / 100,0  | 6,4  | 18 / 75   | 5   | Oposição |
| 2001 | 2.º | 346 430 | 22,6 / 100,0  | 2,2  | 17 / 75   | 1   | Oposição |
| 2005 | 3.º | 311 954 | 18,7 / 100,0  | 3,9  | 13 / 75   | 4   | Governo  |
| 2009 | 3.º | 270 712 | 16,0 / 100,0  | 2,7  | 12 / 75   | 1   | Oposição |
| 2012 | 4.º | 146 027 | 10,1 / 100,0  | 5,9  | 7 / 75    | 5   | Oposição |
| 2016 | 4.º | 119 446 | 8,3 / 100,0   | 1,7  | 6 / 75    | 1   | Oposição |
| 2020 | 2.º | 310 137 | 23,8 / 100,0  | 15,5 | 19 / 75   | 13  | Oposição |
| 2024 | 2.º | 467 074 | 31,28 / 100,0 | 7,48 | 25 / 75   | 6   | Oposição |

### Eleições europeias

#### Resultados referentes à Galiza
| Data | CI. | Votos   | %            | +/-  | Mandatos | +/-     | Coligação                 |
| ---- | --- | ------- | ------------ | ---- | -------- | ------- | ------------------------- |
| 1987 | 4.º | 45 525  | 3,7 / 100,0  |      | 0 / 60   |         |                           |
| 1989 | 5.º | 38 968  | 4,2 / 100,0  | 0,5  | 0 / 60   | Estável |                           |
| 1994 | 3.º | 132 507 | 11,4 / 100,0 | 7,2  | 0 / 64   | Estável |                           |
| 1999 | 3.º | 335 193 | 22,0 / 100,0 | 10,6 | 1 / 64   | 1       |                           |
| 2004 | 3.º | 141 756 | 12,3 / 100,0 | 9,7  | 0 / 54   | 1       | Galeusca                  |
| 2009 | 3.º | 103 724 | 9,1 / 100,0  | 3,2  | 1 / 54   | 1       | Europa dos Povos - Verdes |
| 2014 | 5.º | 80 394  | 7,9 / 100,0  | 1,2  | 1 / 54   | Estável | Os Povos Decidem          |
| 2019 | 3º  | 172 088 | 11,8 / 100,0 | 3,9  | 1 / 54   | Estável | Agora Repúblicas          |

### Eleições municipais
| Data | CI. | Votos   | %             | +/-  | Mandatos    | +/- |
| ---- | --- | ------- | ------------- | ---- | ----------- | --- |
| 1983 | 4.º | 50 025  | 4,1 / 100,0   |      | 117 / 4 033 |     |
| 1987 | 5.º | 61 256  | 4,5 / 100,0   | 0,4  | 139 / 4 044 | 22  |
| 1991 | 3.º | 107 932 | 7,7 / 100,0   | 3,2  | 241 / 4 033 | 102 |
| 1995 | 3.º | 208 098 | 13,1 / 100,0  | 5,4  | 428 / 3 932 | 187 |
| 1999 | 3.º | 290 187 | 18,5 / 100,0  | 5,4  | 586 / 3 901 | 158 |
| 2003 | 3.º | 325 331 | 19,4 / 100,0  | 0,9  | 595 / 3 873 | 9   |
| 2007 | 3.º | 315 279 | 19,2 / 100,0  | 0,2  | 661 / 3 847 | 66  |
| 2011 | 3.º | 261 466 | 16,5 / 100,0  | 2,7  | 589 / 3 811 | 72  |
| 2015 | 3.º | 190 158 | 12,8 / 100,0  | 3,7  | 468 / 3 766 | 121 |
| 2019 | 3.º | 194 462 | 12,87 / 100,0 | 0,03 | 456 / 3 721 | 12  |
| 2023 | 3.º | 248 676 | 17,25 / 100,0 | 4,38 | 590 / 3 721 | 134 |